# Isole Mussau
Le isole Mussau o Saint Matthias (inglese Mussau Islands o Saint Matthias Group; francese îles Mussau) sono un gruppo di isole situato nel Mar di Bismarck, nell'Oceania vicina, a nord della Nuova Guinea, facenti parte dell'Arcipelago di Bismarck nella provincia della Nuova Irlanda.
Le isole principali sono Mussau, Emirau e Eloaua. La più grande è Mussau, situata più a nord, nelle sue vicinanze, verso sud-est, si trova Eloaua e alcune isole più piccole tra le quali Emananus, Boliu, Emussau, Ebanalu, Ekaleu. Emirau è posizionata a sud-est di Mussau ed ancora più ad est si incontra l'isola Tench.

## Cultura e arte
Una delle peculiarità di queste isole è la casa con tetto a botte, variamente ornata se si tratta di quella del capo. Ricca è la produzione di statue di antenati e di statue ornamentali raffiguranti animali.